# 長野県小諸養護学校
長野県小諸養護学校（ながのけん こもろようごがっこう）は、長野県小諸市に所在する特別支援学校。知的障害のある児童・生徒を対象としている。佐久穂町立佐久穂小中学校に「ゆめゆりの丘分教室」、長野県佐久平総合技術高等学校臼田キャンパス内に「うすだ分教室」を設置している。

## 概要
本校の学区は佐久地区およびその周辺地域であり、佐久市、小諸市、御代田町、軽井沢町、川上村、南牧村、北相木村、南相木村、小海町、立科町、佐久穂町が含まれる。通学のためにスクールバスが運行されており、寄宿舎も設置されている。
設置学部は小学部・中学部・高等部であり、重度・重複障害の児童生徒を対象とした「わかば学級」を有するほか、訪問教育も実施している。訪問教育は年間36週、週6時間を基準に自宅や病院において行われている。
小諸市立美南ガ丘小学校、小諸市立小諸東中学校、佐久平総合技術高等学校との交流及び共同学習を実施している。

## 在籍者数
| 学部   | 2025年 |
| ------ | ------ |
| 小学部 | 98名   |
| 中学部 | 56名   |
| 高等部 | 88名   |
| 計     | 242名  |

## 所在地
本校
〒384-0083　長野県小諸市大字市字中原824-3
ゆめゆりの丘分教室
〒384-0503  長野県南佐久郡佐久穂町海瀬2714（佐久穂町立佐久穂小中学校内）
うすだ分教室
〒384-0301　長野県佐久市臼田751（佐久平総合技術高等学校臼田キャンパス内）